# Ostiglia
Ostiglia é uma comuna italiana da região da Lombardia, província de Mântua, com cerca de 7.201 habitantes. Estende-se por uma área de 39 km², tendo uma densidade populacional de 185 hab/km². Faz fronteira com Borgofranco sul Po, Casaleone (VR), Cerea (VR), Gazzo Veronese (VR), Melara (RO), Revere, Serravalle a Po.

## Demografia
| Variação demográfica do município entre 1861 e 2011                               |
|                                                                                   |
| Fonte: Istituto Nazionale di Statistica (ISTAT) - Elaboração gráfica da Wikipedia |